# بولفرايس
بولفرايس، هي قرية صغيرة تابعة لبلدية أولاد فاضل تقع شرق ولاية باتنة وتبعد عن مقرها بـ 63 كلم بها أراضي خصبة أغلبها لزراعة القمح والشعير بالإضافة إلى زراعة الخضر والفواكه وأشجار التفاح .